# Queen Victoria
La Queen Victoria è la prima nave da crociera realizzata da parte della Fincantieri per l'armatore inglese Cunard Line. Ordinata nel 2004, costruita nei cantieri di Marghera, con una lunghezza di 294 m e una stazza lorda di 90.000 tonnellate, può accogliere fino a 2000 passeggeri. Varata nel novembre 2007, è partita per il suo viaggio inaugurale l'11 dicembre 2007 dal porto di Southampton per una crociera di 10 giorni, toccando le principali capitali del Nord Europa. Successivamente, dopo una seconda crociera verso le Isole Canarie, ha intrapreso la sua prima crociera attorno al globo per una durata di 107 giorni.

## Caratteristiche e scelta del nome
A differenza di molte navi Cunard precedenti, la Queen Victoria non è un transatlantico tradizionale in quanto non ha il rivestimento pesante in tutto lo scafo. Tuttavia la prua fu costruita con una placcatura più pesante per far fronte alla corsa transatlantica e la nave ha un bordo libero alto. La Queen Mary 2 costava circa 300000 $ US per posto barca, quasi il doppio di quella di molte navi da crociera contemporanee, quindi la Cunard prese la decisione economica di basare la Queen Victoria su una nave da crociera di classe Vista modificata, e la Queen Elizabeth mantiene lo stesso design con alcuni minori cambiamenti. Tuttavia, Ian McNaught, che era il capitano della Queen Victoria nel 2009, ha affermato che la nave è una nave da crociera basata sul suo arredamento classico.

## Storia

### Idea e costruzione
Originariamente destinato ad essere un'aggiunta alla flotta Holland America Line, l'ordine per una nave di classe Vista immessa in Fincantieri fu presto trasferito da Carnival Corporation & plc (società madre in Holland America, Cunard e P&O) alla Cunard con l'intento che la nave sarebbe diventata la Queen Victoria. La chiglia è stata impostata presso il cantiere navale Fincantieri nel 2003. Tuttavia, a causa della ristrutturazione all'interno della Carnival Corp., nonché di una successiva decisione di Cunard che sarebbe stato necessario apportare modifiche al progetto per apportare alcuni aspetti che si erano rivelati efficaci sulla Queen Mary 2 (come l'arredamento, le junior suite, le alternative per la ristorazione, le passeggiate, ecc.), lo scafo fu quindi designato per diventare la nave P&O Arcadia. Una nuova Queen Victoria fu successivamente ordinata con Fincantieri nel 2004, che era più lunga di 11 metri, più grande di 5.000 tonnellate e con una capacità passeggeri aumentata di 2.000.
La chiglia è stata impostata il 12 maggio 2006. Sono stati quindi aggiunti 80 "blocchi" prefabbricati in acciaio, ciascuno completo di struttura interna, cablaggio e condotti, ciascuno del peso di 325 tonnellate. Lo scafo completo con sovrastruttura è stato varato il 15 gennaio 2007, dopo che una bottiglia di Prosecco si è schiantata contro il suo fianco da Maureen Ryan, un impiegato di Cunard che ha prestato servizio in tutte e quattro le Queens di Cunard. La cerimonia vide anche la tradizionale collocazione di monete sull'albero - in questo caso un euro e una moneta d'oro della regina Vittoria furono saldati sotto l'albero del radar.
La Queen Victoria lasciò il porto di Venezia il 24 agosto 2007 per iniziare le sue prove in mare e, dopo la consegna a Cunard, arrivò a Southampton sotto l'attenzione dei media il 7 dicembre; gran parte della copertura si concentra sui superlativi della nave e rappresenta la Queen Victoria come "la nave più lussuosa di Cunard". Lo stesso giorno, la nave fu ufficialmente nominata da Camilla, duchessa di Cornovaglia, continuando la tradizione di Cunard che le navi fossero nominate da membri della famiglia reale. La bottiglia di champagne non si spezzò all'impatto con lo scafo della regina Vittoria, che secondo la superstizione nautica è di cattivo auspicio. Tuttavia, una seconda bottiglia si è rotta con successo.

### Servizio
Il capitano Paul Wright fu nominato primo capitano della Queen Victoria nell'ottobre 2006. Il capitano Christopher Rynd divenne comandante in seconda. Il capitano Ian McNaught comandò brevemente la Queen Victoria prima di trasferirsi alla Seabourn.
La Queen Victoria intraprese il suo viaggio inaugurale, una crociera di 10 giorni nel nord Europa, l'11 dicembre 2007. Dopo questa e una crociera alle Isole Canarie, la Queen Victoria intraprese la sua prima crociera mondiale, circumnavigando il globo in 107 giorni. (La prima nave ad averlo precedentemente fatto - anche chiamata Victoria - impiegò 1.153 giorni dal 1519 al 1522.) La prima tratta di questo viaggio fu una traversata in tandem dell'Atlantico con la Queen Elizabeth 2, a New York, dove le due navi incontrato la Queen Mary 2 vicino alla Statua della Libertà il 13 gennaio 2008, con uno spettacolo pirotecnico celebrativo, che segna la prima volta che tre Cunarders erano presenti nella stessa posizione. La Cunard dichiarò che questa sarebbe stata anche l'unica volta in cui le tre navi si sarebbero mai incontrate, a causa dell'imminente ritiro dal servizio della Queen Elzabeth 2 alla fine del 2008, sebbene le navi si incontrarono di nuovo a Southampton il 22 aprile 2008, a seguito di un cambiamento nel programma della Queen Elizabeth 2.
Nel maggio 2008, la Queen Victoria colpì un molo a Malta dopo il malfunzionamento dei propulsori. Tuttavia il danno fu minimo, permettendo alla nave di continuare a operare, ma le riparazioni le fecero perdere uno scalo di scalo a La Goulette.
La Queen Victoria completò la sua terza crociera mondiale nel 2010 dove fu raggiunta dal capitano Chris Wells che era a bordo per familiarizzare con la nave di classe Vista prima di assumere il comando della Queen Elizabeth alla fine del 2010. Durante una chiamata a Sydney, la regina Vittoria fu illuminata a rosa a sostegno della ricerca sul cancro al seno.
Il 9 dicembre 2010 Cunard annunciò il suo primo capitano donna, nata nelle Isole Faroe Inger, Klein Olsen, che avrebbe assunto il comando della Queen Victoria a partire dal 15 dicembre.
Alla fine di ottobre 2011 la Queen Victoria e le altre navi cambiarono i loro registri in Hamilton, Bermuda, per ospitare i matrimoni a bordo. Anche la parola "Southampton" a poppa fu sostituita da Hamilton.

### Cunard Rendezvous
Gennaio 2011: Due anni dopo il primo Cunard Royal Rendezvous, nella stessa data, la Queen Mary 2 si incontrò con la Queen Victoria e la Queen Elizabeth per un altro Royal Rendezvous a New York il 13 gennaio 2011. Sia la Queen Victoria sia la Queen Elizabeth fecero una traversata in tandem dell'Atlantico per l'evento. Tutte e tre le navi si incontrarono davanti alla Statua della Libertà alle 18:45 per uno spettacolo pirotecnico Grucci. L'Empire State Building è stato illuminato in rosso per celebrare l'evento.
Marzo 2011: La Queen Victoria passò la RMS Queen Mary, una ex nave Cunard, ormeggiata in modo permanente a Long Beach, in California, come hotel per la prima volta, insieme a uno spettacolo pirotecnico a Long Beach.
5 giugno 2012: Tutte e tre le Queens si sono incontrate di nuovo, ma questa volta a Southampton per celebrare il Giubileo di diamante della regina Elisabetta II.
6 maggio 2014: Tutte e tre le regine si sono incontrate per la prima volta a Lisbona, in Portogallo, in preparazione per il decimo compleanno della Queen Mary 2. Tutti e tre alla partenza navigarono in una formazione di una linea per Southampton.
9 maggio 2014: Sia la Queen Elizabeth, sia la Queen Victorua guidarono in un'unica fila la Queen Mary 2 sul canale di Southampton, con entrambe le navi che si imbarcavano a prua per formare la prua e fare un saluto di compleanno alla Queen Mary 2. Successivamente, tutte e tre le sorelle si riuniscono per uno spettacolo pirotecnico nel quale la Queen Mary 2 ha riportato entrambe le sorelle lungo il canale.
25 maggio 2015: Le tre Regine a Liverpool celebrano i 175 anni della formazione della Cunard Line, che è stata fondata e con sede a Liverpool. Con la bassa marea, le tre navi si fermarono in fila nel mezzo del fiume Mersey, si prostrarono a poppa, ruotarono di 180 gradi in piena sincronia tra loro (chiamata danza del fiume) e formarono una freccia affiancata. La Queen Mary 2 era al centro con l'arco in linea con l'edificio Cunard a Pier Head. Le Frecce Rosse RAF eseguirono un flypast, emettendo fumo rosso, bianco e blu sulle navi. Circa 1,3 milioni di persone hanno costeggiato le rive del fiume per assistere allo spettacolo.

## Design

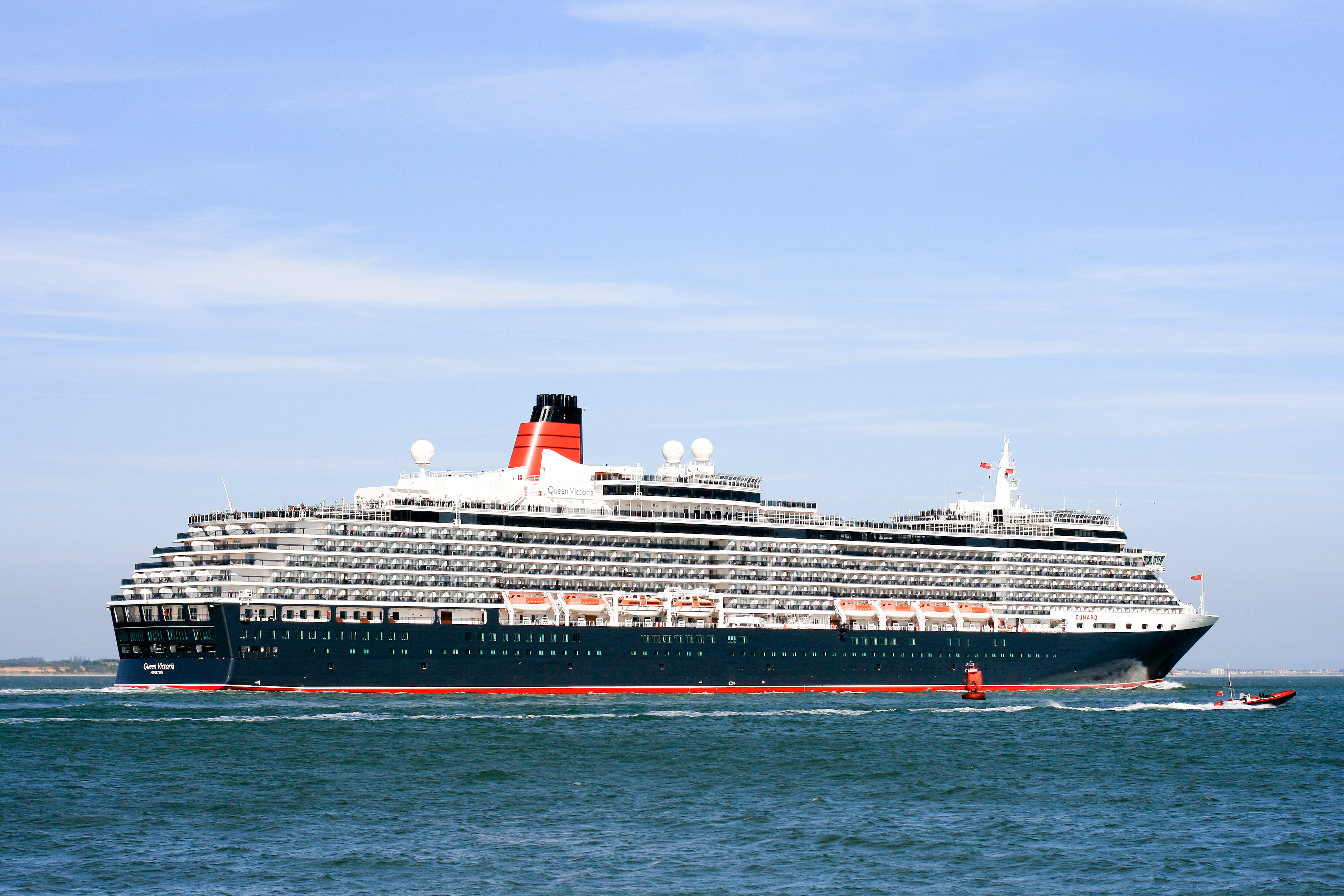
Queen Victoria nel 2013 prima della ristrutturazione. Si noti la poppa inclinata (come quella di Costa Atlantica), poi resa verticale con l'aggiunta di nuovi spazi e cabine (come quella di Queen Elizabeth).

### Esterno
Il design esterno della Queen Victoria ricorda da vicino quello delle navi di classe Vista costruite per varie compagnie di crociera.
Una caratteristica che la distingueva dalla sua compagna di flotta più giovane, la Queen Elizabeth, è la poppa più inclinata, rispetto a quella verticale della nuova nave.

#### Aggiornamento del 2017
Durante il suo aggiornamento del 2017, la Queen Victoria è stata dotata di un blocco aggiuntivo di cabine a poppa che la rende più simile nell'aspetto alla Queen Elizabeth. Questa aggiunta ha anche reso disponibile più spazio intorno a una piscina a poppa di nuova concezione e ha ridotto le dimensioni dei balconi.

### Interno
Le sale pubbliche della Queen Victoria si trovano principalmente sui ponti pubblici di livello inferiore della nave, il ponte 2 e il ponte 3. A differenza della Queen Mary 2, tuttavia, non vi è alcun accesso alla circolazione centrale, i corridoi principali sono sul lato del porto. La nave ha la stessa grande scalinata della hall con un'opera d'arte come quelli sulla Queen Mary 2, un ritratto in rilievo della nave situata sulla scala scolpita dallo scultore britannico John McKenna.
Il ponte 1, il ponte passeggeri più basso, ospita il livello più basso di una hall a tre piani e il Royal Court Theatre. Al ponte 2 si trovano il piano intermedio del Royal Court Theatre, il casinò, il Golden Lion Pub, la Queen's Room, il ristorante alla carta Verandah, il bar Chart Room e il livello inferiore della biblioteca e del Britannia Restaurant. Il livello più alto del teatro, il Royal Arcade, il Midships Lounge e il livello superiore della biblioteca e la sala da pranzo formale sono tutti su al ponte 3, insieme a un lungomare avvolgente. I ponti sopra questi contengono per lo più cabine passeggeri fino al ponte 9, su cui si trovano il Cunard Health Club e la Spa, il salone Winter Garden, il ristorante Lido e due piscine all'aperto. Sul ponte 10 si trovano il Commodore Club, il Churchill Lounge (per i fumatori) e il night club Yacht Club. Il Queen's Grill e Princess Grill, con la loro sala annessa e un cortile aperto in mezzo, sono sul ponte 11.
Sebbene la Queen Victoria sia teoricamente una nave senza classe, è stato sostenuto che la Queen Mary 2 e la Queen Elizabeth 2 seguono la stessa pratica di separare i passeggeri in diversi ristoranti in base al prezzo della cabina prenotata (la Britannia di serie per le cabine normali, la Princess Grill come centrale per quelle delle junior suite e la Queen's Grill come superiore per gli occupanti delle suite deluxe), in realtà sono navi suddivise in tre classi, nonostante il fatto che tutte le altre sale pubbliche siano utilizzate da tutti i passeggeri allo stesso modo. Sebbene questa situazione sia simile sulla Queen Elizabeth 2 e sulla Queen Mary 2, è ulteriormente migliorata su Queen Victoria dal fatto che Grill Passengers (quelli che cenano nel Princess Grill o Queen's Grill) hanno anche due aree esterne private su 10 e 11 ponti con il nome specifico "Grills Terrace", una caratteristica che appare anche sulla Queen Mary 2 nella sezione di poppa del ponte 10.
Il teatro della Queen Victoria è il primo in mare ad avere box privati. Ha anche una sala Winter Garden con un tetto di vetro a scomparsa e una biblioteca a due piani con una scala a chiocciola di collegamento.

#### Restyling del 2017
Nel maggio 2017, nel restyling, all'interno della nave sono state aggiunte nuove cabine a poppa, nuove strutture per la ristorazione e rinnovati altri spazi. Le modifiche hanno visto la sua capacità passeggeri aumentare a 2.081 da 1.988.
Le modifiche includono un nuovo ristorante Britannia Club, una cartografia aggiornata, un giardino d'inverno rinfrescato, uno yacht club rinfrescato e una nuova area piscina all'aperto.

## Aspetti tecnici
La Queen Victoria può trasportare 3.000 tonnellate di combustibile pesante e 150 tonnellate di gasolio per uso marittimo, consumando 12 tonnellate all'ora per la massima potenza. Sebbene la nave bruci combustibile pesante, utilizza combustibile a basso contenuto di zolfo in alcune giurisdizioni.

## Incidenti
Durante il viaggio del 21 dicembre 2007, 122 ospiti e 11 membri dell'equipaggio a bordo hanno contratto il norovirus. Fu ufficialmente attribuito a un ospite che aveva già contratto il virus prima di salire a bordo della nave. Fu anche attribuito a Camila, la iniziale incapacità della Duchessa di Cornovaglia di rompere la bottiglia di champagne durante il battesimo della nave, che è considerato un cattivo presagio nella tradizione navale. Mentre la maggior parte riuscirono a guarire, 30 erano ancora segnalati per essere malati in quel momento.
Il 14 maggio 2008, durante la prima visita della Queen Victoria a La Valletta, a Malta, le valvole a farfalla non funzionavano correttamente durante l'attracco, con conseguente allentamento della nave dal molo. La nave rimase in porto per una notte in più mentre le riparazioni venivano eseguite a poppa.
Questo non è stato riportato sul sito web del CDC, che ha registrato altri tre focolai sui viaggi della nave il 4 gennaio 2010, 12 gennaio 2010 e 21 febbraio 2018.

## Navi gemelle
Sino ad oggi Queen Victoria, è stata una gemella imotoria di queste navi, a causa della sua poppa più simile a navi di classe Spirit come, ad esempio, Costa Atlantica e Costa Mediterranea ma, durante il restyling a cui Cunard l'ha sottoposta dal 5 maggio al 4 giugno 2017, è stata dotata di un ulteriore blocco di cabine a poppa, che le conferisce una linea esterna quasi identica alla Queen Elizabeth. Questa aggiunta, inoltre, ha aumentato l'area attorno al lido poppiero che è stato così ridisegnato, e ha ridotto le dimensioni dei balconi rivolti verso la poppa per una migliore privacy dei passeggeri.
- Queen Elizabeth
- Costa Deliziosa
- Carnival Luminosa